# San Miguel Hila
San Miguel Hila är en ort i Mexiko, tillhörande kommunen Nicolás Romero i delstaten Mexiko. San Miguel Hila ligger i den centrala delen av landet och tillhör Mexico Citys storstadsområde. Orten hade 4 373 invånare vid folkmätningen 2010.